# Bulbophyllum dichaeoides
Bulbophyllum dichaeoides là một loài phong lan thuộc chi Bulbophyllum.